# إلوي أورتيز
إلوي أورتيز (بالإسبانية: Eloy Ortiz)‏ هو لاعب كرة قدم بيروفي في مركز الهجوم، ولد في 24 مارس 1961 في ليما في بيرو. لعب مع نادي سبورتينغ كريستال.